# Kozárovce
Kozárovce – wieś (obec) na Słowacji położona w kraju nitrzańskim, w powiecie Levice. Pierwsze wzmianki o miejscowości pochodzą z roku 1075. 
Według danych z dnia 31 grudnia 2012, wieś zamieszkiwało 2001 osób, w tym 1028 kobiet i 973 mężczyzn.
W 2001 roku rozkład populacji względem narodowości i przynależności etnicznej wyglądał następująco:
- Słowacy – 93,59%
- Czesi – 0,58%
- Morawianie – 0,05%
- Romowie – 5,1%
- Węgrzy – 0,53%

Ze względu na wyznawaną religię struktura mieszkańców kształtowała się w 2001 roku następująco:
- Katolicy rzymscy – 89,22%
- Grekokatolicy – 0,11%
- Ewangelicy – 0,53%
- Ateiści – 9,31%
- Nie podano – 0,63%